# Virus 100
Virus 100 is een compilatiealbum met 15 covers van de Dead Kennedys. Het was het honderdste album dat uitkwam bij het onafhankelijke platenlabel Alternative Tentacles. Zowel Faith No More als L7 coverde het nummer Let's Lynch the Landlord.

## Nummers
1. The Didjits - Police Truck - 2:18
2. Evan Johns & His H-Bombs - Too Drunk to Fuck - 3:38
3. Alice Donut - Halloween - 5:11
4. Faith No More - Let's Lynch the Landlord - 2:53
5. Napalm Death - Nazi Punks Fuck Off - 1:21
6. NoMeansNo - Forward to Death - 1:12
7. Steel Pole Bath Tub - Chemical Warfare - 3:31
8. Neurosis - Saturday Night Holocaust - 6:51
9. Les Thugs - Moon Over Marin - 5:28
10. Victims Family - Ill in the Head - 2:41
11. The Disposable Heroes of Hiphoprisy - California Über Alles - 4:47
12. Mojo Nixon and the Toadliquors - Winnebago Warrior - 3:29
13. Sepultura - Drug Me - 1:49
14. Kramer - Insight - 3:06
15. L7 - Let's Lynch the Landlord - 2:01
16. Sister Double Happiness - Holiday in Cambodia - 4:16